# Динарес, Хосе Антонио
Хосе Антонио Динарес Массагуэ (исп. José Antonio Dinarés Massagué, кат. Josep Antoni Dinarés i Massagué, 5 января 1940, Тарраса, Испания) — испанский хоккеист (хоккей на траве), полузащитник. Бронзовый призёр летних Олимпийских игр 1960 года.

## Биография
Хосе Антонио Динарес родился 5 января 1940 года в испанском городе Тарраса.
Играл в хоккей на траве за «Эгару» из Таррасы в течение всей карьеры. Десять раз выигрывал чемпионат Каталонии (1961, 1963—1971), семь раз — Кубок Короля (1961, 1963, 1965, 1968—1969, 1971—1972), два раза — чемпионат Испании (1971—1972). По другим данным, также выступал за «Поло» из Барселоны.
В 1960 году вошёл в состав сборной Испании по хоккею на траве на Олимпийских играх в Риме и завоевал бронзовую медаль. Играл на позиции полузащитника, провёл 6 матчей, мячей не забивал.
В 1964 году вошёл в состав сборной Испании по хоккею на траве на Олимпийских играх в Токио, занявшей 4-е место. Играл на позиции полузащитника, провёл 9 матчей, мячей не забивал.
В 1968 году вошёл в состав сборной Испании по хоккею на траве на Олимпийских играх в Мехико, занявшей 6-е место. Играл на позиции полузащитника, провёл 6 матчей, забил 2 мяча в ворота сборной Мексики.